# Rhododendron smirnowii
Rhododendron smirnowii er en stedsegrøn busk med en tæt vækst. Den hører hjemme i Kaukasus. Det er et sikkert kendetegn for arten, at bægerbladene er tilbagebøjede og vedvarende dækket af fine hvide uldhår.

## Beskrivelse
Barken er først dækket af fine hvide uldhår (indument). Senere bliver den brun og glat, men gamle grene kan have en bark som skaller af. Grenknopperne sidder i bladhjørnerne og er spidse. Blomsterknopperne sidder – som normalt hos Rododendron – endestillet og er noget større. Det er et sikkert artskendetegn, at bægerbladene er tilbagebøjede og vedvarende dækket af hvidt indument. 
Bladene er spredte, men ofte tæt samlet mod skudspidsen. De er ovale og helrandede med en græsgrøn overside, der først er dækket af hvide hår, og en gulligt-hvid underside. Blomstringen sker omkring månedsskiftet maj-juni. De lyserøde, klokkeformede blomster er samlet i tætte hoveder. Frugterne er kapsler med mange frø.
Rodnettet er tæt filtet og ofte højtliggende. Planten er afhængig af mykorrhiza med én eller flere svampe.
Højde x bredde og årlig tilvækst: 4 x 4 m (25 x 25 cm/år).

## Hjemsted
Arten har sit hjemsted i Kaukasus nær skovgrænsen i det nordøstlige Tyrkiet og i Georgien. Her findes den i udkanten af skove med Orientalsk Gran som dominerende træ under forskellige arter af Fyr og sammen med andre arter af Rododendron (R. luteum, R. caucasicum, Pontisk Rododendron og R. ungernii, som den danner naturlige hybrider med) i 1500-2300 meters højde på vulkansk eller kalkstensklippe.